# Яклян
Я́клян (хорв. Jakljan) — необитаемый остров в южной части Хорватии, в Адриатическом море. Один из Элафитских островов. Административно относится к Дубровницко-Неретванской жупании.

## География
Площадь острова — 3,07 км²; длина — около 5 км; ширина от 0,3 до 1,3 км, длина береговой линии — 14,648 км. Находится в 20 километрах к запад-северо-западу от Дубровника и к западу от острова Шипан. Минимальная ширина пролива между Якляном и Шипаном составляет около 200 метров.
На острове находится детский курорт и центр отдыха.